# Mycalesis anapita
Mycalesis anapita är en fjärilsart som beskrevs av Moore 1857. Mycalesis anapita ingår i släktet Mycalesis och familjen praktfjärilar. Inga underarter finns listade i Catalogue of Life.